# Bernhard Schwarz (Afrikaforscher)
Bernhard Wilhelm Schwarz (* 12. August 1844 in Reinsdorf bei Greiz; † 8. Februar 1901 in Wiesbaden) war ein deutscher Pfarrer und Afrikaforscher.

## Leben
Schwarz besuchte die Fürstenschule zu Grimma, um dann Theologie und Geschichte in Leipzig zu studieren. 1876 wurde er Pfarrer in Freiberg in Sachsen, wo er nach Reisen durch ganz Europa und Nordafrika seit 1880 auch Vorlesungen über Erdkunde an der Bergakademie hielt.
Im Auftrag des Auswärtigen Amtes trat er 1885 an die Spitze einer Expedition, bestehend aus vier Deutschen, darunter Fritz Angerer und Georg von Prittwitz und Gaffron, der im Auftrag von Carl Hagenbeck Ethnographika sammelte. Am 30. September 1885 reisten Schwarz und seine deutschen Begleiter aus Hamburg ab. Ziel der Expedition war die Sicherung des Hinterlandes von Kamerun als deutsche Kolonie in Westafrika. Vom Küstenort Viktoria brach die Gruppe mit 35 einheimischen Trägern der Kpe ins Landesinnere auf. Sie sollte auch eine Verbindung mit dem Forscher Eduard Robert Flegel herstellen, der den Benue bereiste. Die Gruppe um Schwarz wurde jedoch durch Einheimische im Basaramiland am mittleren Mungo, 300 km von der Küste entfernt, zur Umkehr gezwungen. 
1888 führte Schwarz eine Goldsucherexpedition von Kapstadt nach Damaraland. Er propagierte eine deutsch-burische Zusammenarbeit.
Im Jahr 1890 übernahm Bernhard Schwarz wieder ein Pfarramt in Gefrees/Oberfranken, starb jedoch bereits am 4. Februar 1901 in Wiesbaden nach einem Schlaganfall.

## Schriften
- Jacob Wimpheling, der Altvater des deutschen Schulwesens. Gotha (1875)
- Algerien nach 50 Jahren französischer Herrschaft. Leipzig (1881)
- Ein deutsches Indien und die Theilung der Erde. Leipzig (1884) (Digitalisat bei Google Books)
- Frühlingsfahrten durch die Heilstätten der Riviera. Leipzig (1887)
- Montenegro. Leipzig (1888) (Digitalisat aus dem Bestand des Instituts für Ost- und Südosteuropaforschung)
- Bei den Brüdern in Nordrußland. Osnabrück (1887)
- Vom deutschen Exil im Scythenlande: Erlebnisse aus der Dobrudscha. Leipzig (1888)
- Quer durch Bithynien. Berlin (1889)
- Kamerun. Leipzig (1886) (Digitalisat aus dem Bestand der Staats- und Universitätsbibliothek Bremen)
- Im deutschen Goldlande. Berlin (1889)
- Aus dem Osten. Chemnitz (1876)
- Mimbo und Mimba: ein Missionsroman aus Kamerun. Leipzig (1888)
- Nachtigals Grab: Roman aus dem Negerleben. Leipzig (1890)
- Aus allerlei Land und Volk. Hof (1895)
- Touristen-Zeitung für das nördliche Bayern (Herausgeber)